# Међународно ратно право
Међународно ратно право је део међународног права којим се за време рата регулишу односи међу државама, односно субјектима међународног права.

## Дефиниција
Међународно ратно право одређује међународна права и дужности зараћених страна, као и права и дужности зараћених страна у односу на неутралне, и обрнуто. Предмет регулисања међународног ратног права је рат на копну, мору и у ваздуху, а у најновије време и у надваздушном простору. Док је класично међународно ратно право регулисало само рат, тј. онај оружани сукоб који воде државе по претходној објави рата или недвосмислено манифестованој вољи да ратују, нови развитак међународног ратног права тежи да правилима ратног права потчини сваки оружани сукоб међународног карактера који, с обзиром на употребљене снаге, интензитет непријатељстава и друга обележја, нема све карактеристике рата. На унутрашње сукобе који избијају против законите власти једне државе не примењују се правила међународног ратног права. Под одређеним условима унутрашњи оружани сукоб може прерасти и у сукоб међународног карактера, па се тада примењује међународно ратно право.

## Смисао и значај
Међународно ратно право посматра рат искључиво кроз постојећа, уговорна или обичајна правна правила, која га регулишу, односно ограничавају. Државе прихватају правила међународног ратног права, а самим тим пристају на ограничење ратовања, јер су им та правила корисна. Вођење ничим ограниченог рата наноси противнику тешке губитке и разарања, али има за последицу да и он примењује исти начин ратовања.Тако долази до непотребних уништавања и окрутности са становишта коначног циља рата, тј. победе.
Правила међународног ратног права спречавају војнички некорисна дела која су очито нехумана. Она почивају на поставци да зараћеним странама забране све оне мере које су окрутне, а са становишта коначног циља рата сувишне. Међународно ратно право предвиђа одређени минимум хуманости, који ни једној зараћеној страни не умањује изгледе на победу, а ипак знатно ублажава ратне окрутности. За кршење међународног ратног права не одговара само држава, него и појединци који то чине. Они подлежу међународној или националној кривичној одговорности.

## Принципи ратног права
Војна неопходност, заједно са разликовањем, пропорционалношћу, хуманошћу (која се понекад назива непотребном патњом) и части (понекад званом витештвом) су пет најчешће цитираних принципа међународног хуманитарног права који регулишу легалну употребу силе у оружаном сукобу.
Војна неопходност је вођена са неколико ограничења: напад или акција морају имати за циљ да помогну у поразу непријатеља; то мора бити напад на легитимни војни циљ, и штета нанесена цивилима или цивилној имовини мора бити пропорционална, а не претерана у односу на конкретну и директно предвиђену војну предност.
Разликовање је принцип међународног хуманитарног права који регулише легалну употребу силе у оружаном сукобу, при чему зараћене стране морају да праве разлику између бораца и цивила.
Пропорционалност је принцип међународног хуманитарног права који регулише легалну употребу силе у оружаном сукобу, при чему зараћене стране морају осигурати да штета нанесена цивилима или цивилној имовини није превелика у односу на конкретну и директну војну предност коју очекује напад на легитимни војни циљ.
Хуманост. Овај принцип је заснован на ограничењима Хашке конвенције против употребе оружја, пројектила или материјала срачунатих да изазову патњу или повреду очигледно несразмерну војној предности оствареној употребом оружја у легитимне војне сврхе. У неким земљама, попут Сједињених Држава, оружје се прегледа пре употребе у борби како би се утврдило да ли је у складу са ратним правом и није дизајнирано да проузрокује непотребну патњу када се користи на предвиђени начин. Овај принцип такође забрањује употребу иначе законитог оружја на начин који узрокује непотребну патњу.
Част је принцип који захтева одређену дозу правичности и међусобног поштовања између противника. Стране у сукобу морају прихватити да њихово право да усвоје средства за наношење повреда није неограничено, морају се уздржати од искоришћавања привржености противника закону лажним тражењем законске заштите и морају признати да су чланови заједничке професија која се не бори из личног непријатељства већ у име својих држава.